# Каумодаки
Каумодаки (англ. Kaumodaki) — гада (англ. gada, то есть булава) Вишну. В вайшнавской иконографии Вишну изображается держащим булаву в одной из своих четырёх рук наряду с Сударшаной, шанкхой и цветком лотоса. Булава является также атрибутом других воплощений (аватар) Вишну. Наряду с огненной чакрой, мечом и луком со стрелами булава почитается как оружие Вишну и символизирует его мощь.
Впервые упоминание Каумодаки появляется в эпосе Махабхарата, где булавой с таким именем вооружён Кришна, аватара Вишну. Каумодаки становится постоянным атрибутом Вишну начиная с 200 годов до н. э. В первоначальном представлении Каумодаки изображается гигантской и без орнаментов. В последующем её размер и форма варьируются. По мере развития иконографии Вишну Каумодаки приобретает всё больше декоративных черт.

## Этимология
Происхождение имени Каумодаки остаётся неизвестным. Согласно популярной точке зрения, Каумодаки происходит от санскритского слова «кумуда» (англ. kumuda, санскр. कुमुद), что означает кувшинка. Белая кувшинка в Древней Индии считалась романтическим символом. Её подругой называли Луну, поскольку спутник Земли виден ночью, когда кувшинка появляется из-под воды. Считалось, что лунный свет заставляет кувшинки цвести. Женское лицо сравнивалось с белой красавицей, поднимающейся из прохладных вод. Пруд, полный кувшинок, или «кумудини», также служил символом красоты. Насколько «цветочное» происхождение Каумодаки является правдоподобным, остаётся для индологов открытым вопросом.
Ссылаясь на Вишну-пурану, французский индолог Ален Даниэлу переводит Каумодаки как «ошеломляющий ум» в смысле оружие, потрясающее противника.

## Булава как оружие

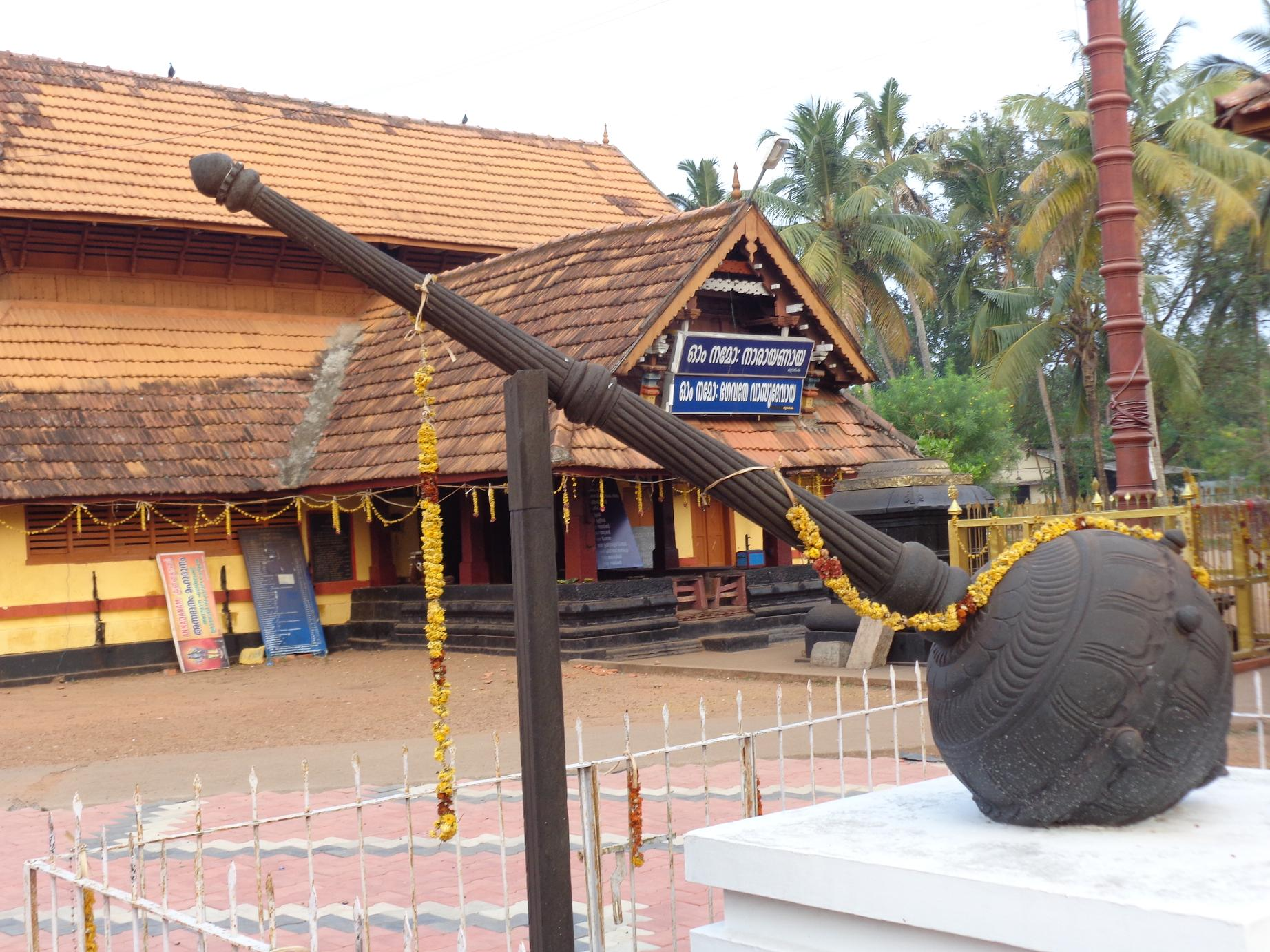
Изваяние булавы Бхимы в Терупапулииер

Булава — это сокрушающее, разламывающее и разбивающее холодное оружие. Булава является одним из старейших типов оружия, известных человеку. Каменные булавы применялись, по меньшей мере, с неолита. За пределами Индии булава использовалась в Юго-Восточной Азии, где она все ещё служит в боевом искусстве силат. Булава считается оружием многих героев в индийской мифологии. Она является главным оружием царя обезьян Ханумана. в Южной и Юго-Восточной Азии Хануману традиционно поклоняются борцы. В противостоянии пандавов и кауравов булавы имеют Бхима, Дурьодхана, Джарасандха и другие герои.
Как оружие для правой руки булава имеет множество различных форм. Они варьируются от тонкого конусообразного посоха до массивной, богато украшенной деревянной и металлической «крепости». В древнеиндийском военном деле тяжёлая булава была избранным оружием физически сильных людей. Эта традиция до сих пор поддерживается в тренировках борцов, использующих пару деревянных булав для упражнений. Булавы воинственных индийских божеств обычно изображаются как большие расплющенные сферы из украшенного металла, водружённые на конусообразные деревянные рукояти. Каменная булава эпического индийского военного дела известна как лакутха или лагутха, железная булава известна как стхуна, а тяжёлая деревянная булава известна как данда, гада, бхусундхи, мудгара или мусала.

## Мифология
Каумодаки впервые упоминается в Махабхарате: бог морей Варуна дал её Кришне для борьбы с демонами. Вместе с булавой он также получил Сударшану как не менее мощное оружие.

И Господь Варуна, после этого дал Кришне булаву по имени Каумодаки, которая может убить каждого дайтья [демона-великана, родившийся от Дити и мудреца Кашьяпы] и которая ревет подобно грому, когда её швырнули.
— Махабхарата, Книга 1. Ади Парва
В Махабхарате также упоминается Каумодаки, когда Кришна даёт указания своему возничему Даруке:

O Дарука, подготовив мою превосходную колесницу по правилам военной науки, ты должен пригнать её и следовать за мной, разместив в ней мою божественную булаву под названием Каумодаки, мои дротики и чакру, лук и стрелы и все другие необходимые вещи.
— Махабхарата, Книга 7. Дрона Парва
Булава встречается на протяжении всей Махабхарате как оружие светлых и тёмных сил, всего же гада упоминается десятки раз. Многие герои эпоса погибают под ударами булавы.

## Иконография

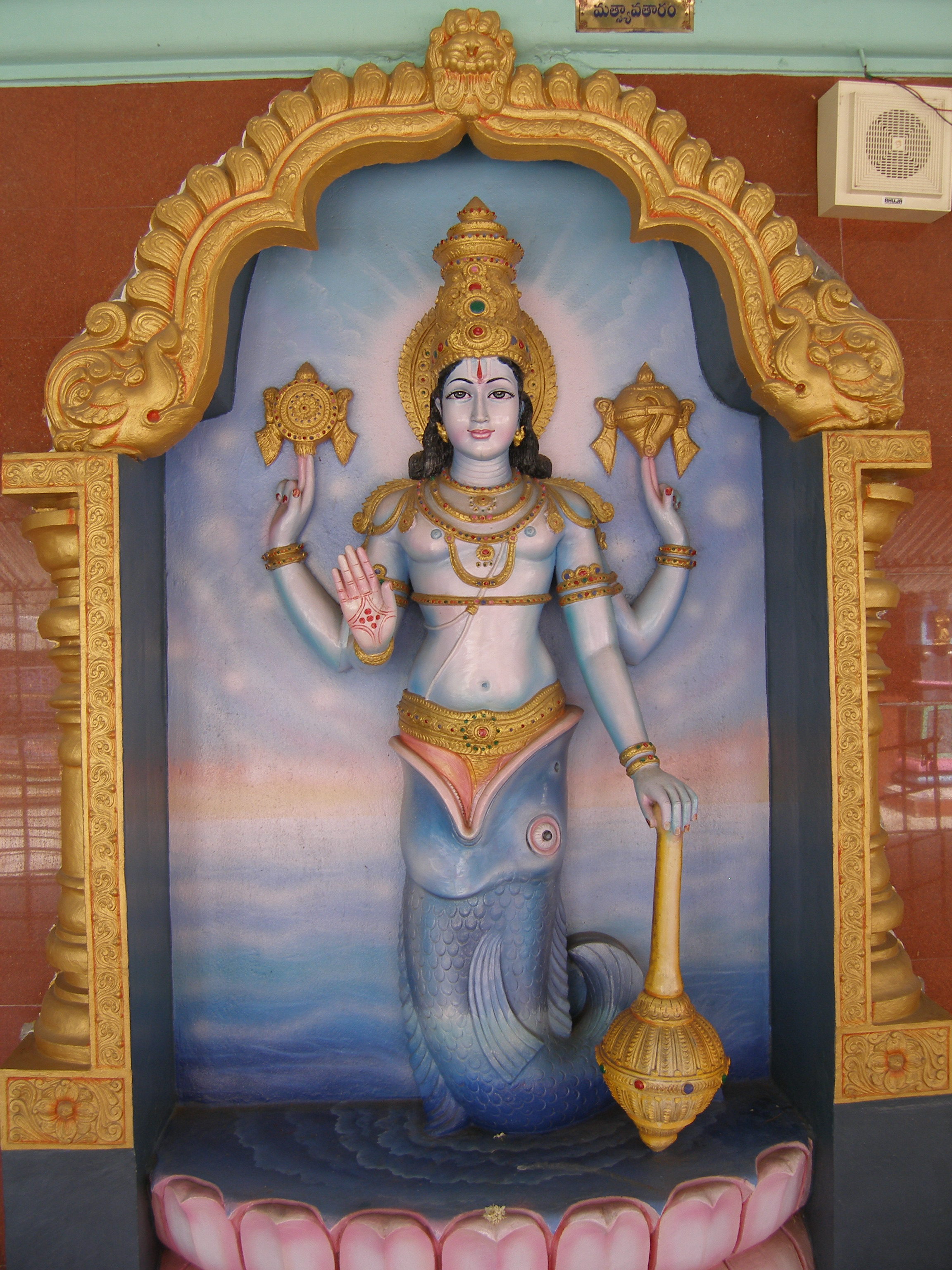
Булава в руках аватара Матсья, храм Венкатешвары, Тирумала

Классическая форма Вишну представляет его в человекоподобном облике с четырьмя руками, каждая из которых держит божественные атрибуты: шанкху (раковину), Сударшану (чакру), цветок лотоса и булаву Каумодаки. Популярный эпитет Вишну в параяна-шлоке из Вишну-сахасранамы звучит как «шанкха чакра гада пани», то есть тот, кто держит в своих руках раковину, чакру, лотос и булаву.
Самой первой известной скульптурой Вишну с Каумодаки считается его изваяние, найденное в местечке Малхар в штате Мадхья-Прадеш, которое датируется 200 годом до н. э. Первые иконографические представления Каумодаки, сохранившиеся до наших дней, относятся к Кушанскому царству, занимавшего Среднюю Азию и Северную Индию в 105—250 годы н. э. Булава изображена в простой манере. Это огромная и длинная дубина, похожая на ровную палку. Аналогичным образом без декоративных элементов изображались другие атрибуты Вишну, шанкха и Сударшана. Аналогичное изображение найдено в Джуси (Уттар-Прадеш) в Северо-Восточной Индии. Каумодаки подобна каменному песту, который используется в хозяйственном обиходе для растирания веществ в ступе. В период правления Гуптов в 320—600 годах традиция сохраняется почти без изменений. Каумодаки имеет длину, сравнимую с высотой её владельца, и напоминает столб. Декоративные мотивы впервые возникают в более поздней скульптуре периода Паллавов начала IV века — конца IX века. Её размер значительно уменьшается, она получает узорное оформление. Каумодаки теперь не стоит рядом с Вишну, а лежит на его плече или опирается на него. Вместе с изменением местоположения Каумодаки обновился её внешний вид. В период династии Пала (VIII—XII век) длина рукоятки булавы уменьшилась, а её вершина стала выраженной сферической формы с богатым орнаментом. В изображениях из Уттар-Прадеша рукоятка булавы имеет вытянутую коническую форму: она постепенно расширяется к сферическому наконечнику и имеет каннелюры. Выпуклая часть булавы получает рифлёную поверхность.
Описание вида Каумодаки, используемое в современной вайшнавской иконографии, приводит Вишну-дхармоттара-пурана. В современных изображениях Вишну держит булаву в передней (нижней) левой руке. Булаву также имеют его аватары: Матсья, Курма, Вараха и Нарасимха.

## Персонификация
В ряде случаев Каумодаки персонифицируют как Аюдха-пурушу (англ. Ayudhapurusha) или человека-оружие Вишну. На барельефах и в скульптурах он изображается как спутник, стоящий возле Вишну или его аватара. Каумодаки предстаёт в образе прекрасной женщины с тонкой талией, именуемой Гада-деви (англ. Gadadevi) или Гада-нари (англ. Gadanari). Её фигуру можно встретить на барельефах и скульптурах Вишну в храмовых комплексах. Рука Вишну лежит на её голове, в то время как сама Гада-деви держит в своих руках булаву.

Персонификация образа возникла в период царства Гуптов. Его примеры встречаются в храмовых пещерах Удаягири (Мадхья-Прадеш). На каменных панелях Вишну сопровождают Гада-деви и Чакра-пуруша. Аналогичным образом Гада-деви появляется на изображениях Вишну из Кашмира, например, у четырёхликой фигуры Вишну, называемой «Вайкунтха Чатурмурти». Вишну положил правую руку на голову Гада-деви, которая с преданностью смотрит на своего повелителя. Голову Гада-деви венчает корона или традиционная причёска.

Изображения Гада-деви в храме Десяти аватар в Деогархе
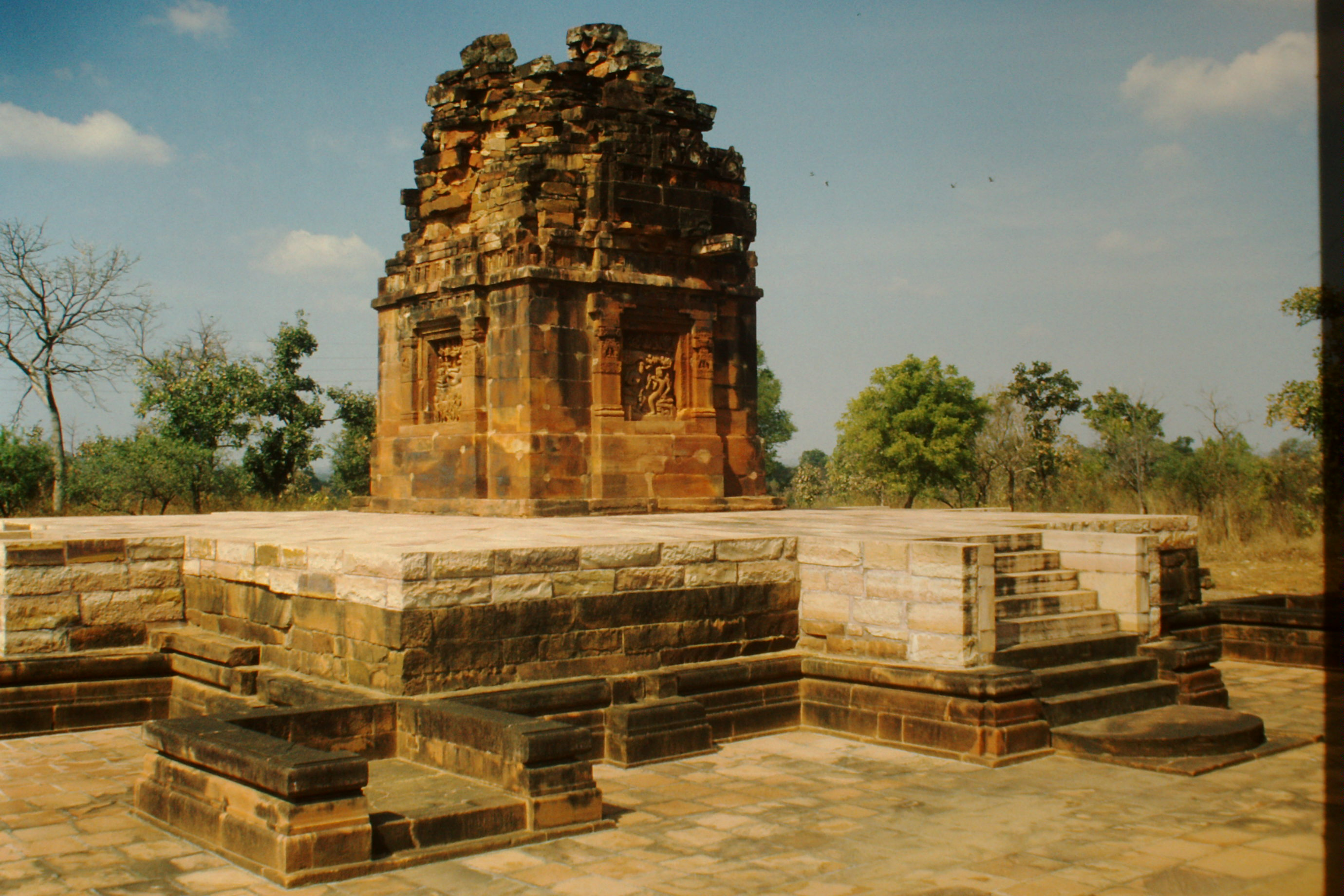
Храм Десяти аватар в Деогархе
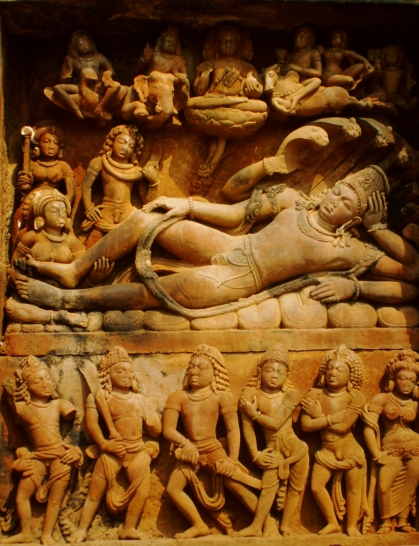
Панель возлежащего Вишну, общий вид
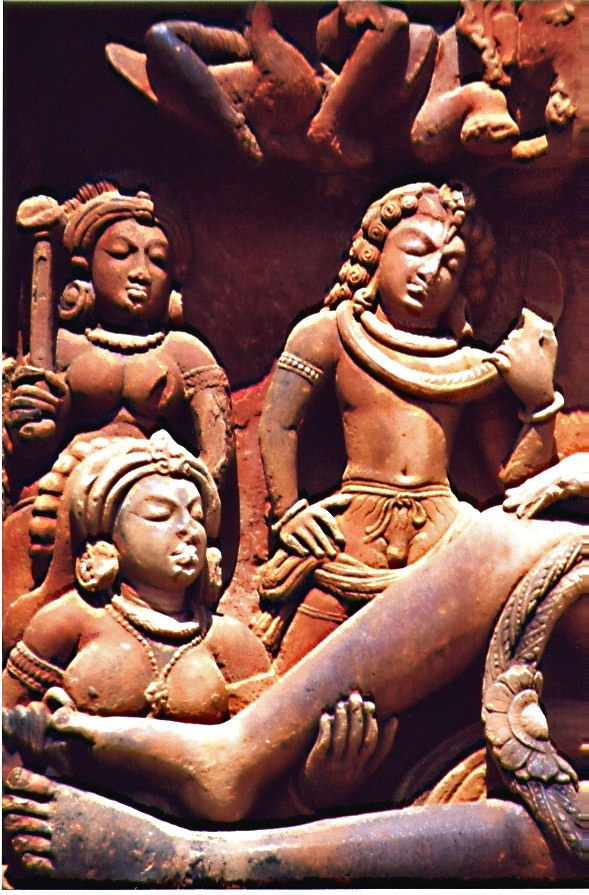
Спутники Вишну: Гада-деви (слева), Чакра-пуруша (справа), Лакшми (внизу)
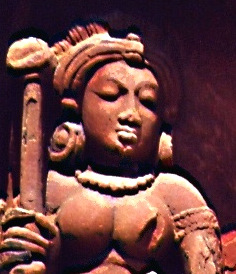
Гада-деви крупным планом

Чаще всего Гада-деви предстаёт женщиной небольшого, в сравнении с Вишну, роста, что подчёркивает величие божества. Однако в некоторых случаях пропорции соблюдены, например, в композиции «Ананташаяна Вишну» (англ. Anantasayi Vishnu) из Храма Дашаватара в Деогархе, относящегося к периоду царства Гуптов. Гада-деви изображена, держащая булаву, наряду с другими полубогами и спутниками Вишну, как подобная им.

Гада-деви с булавой в руке встречается только в Уттар-Прадеше и Бенгалии. Её альтернативный образ представляет Гада-деви возле Вишну как женщину, выполняющую анджали-мудру (руки, сложенные в жесте молитвы). Булава отсутствует, однако её рисунок может находиться на голове как часть короны или в качестве символа на лбу. В основном такие изображения характерны для бронзовых мурти эпохи царства Чола (300-е — 1279 годы).

Вишну с персонифицированными атрибутами
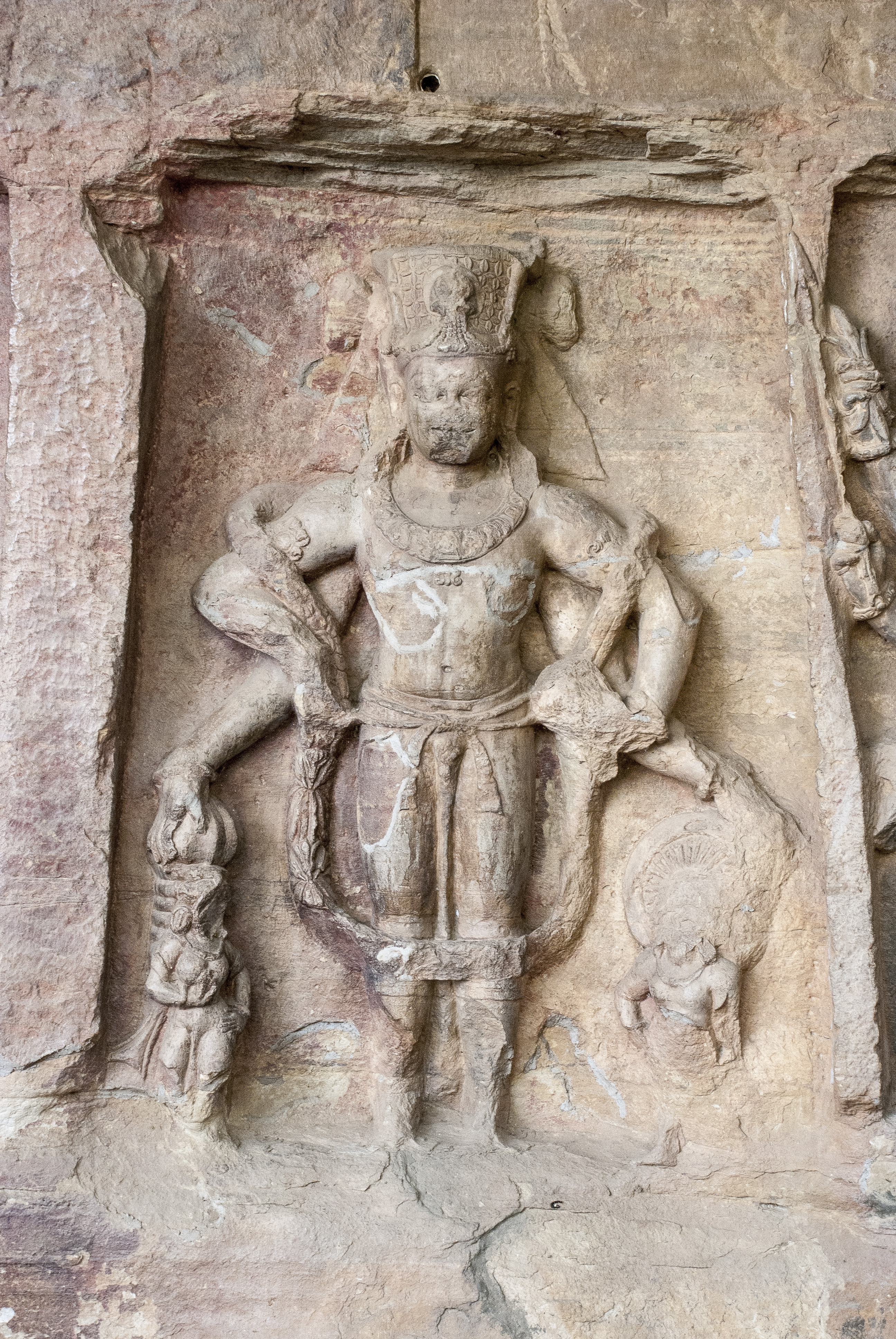
Барельеф в пещерном храме Удаягири, IV-V век
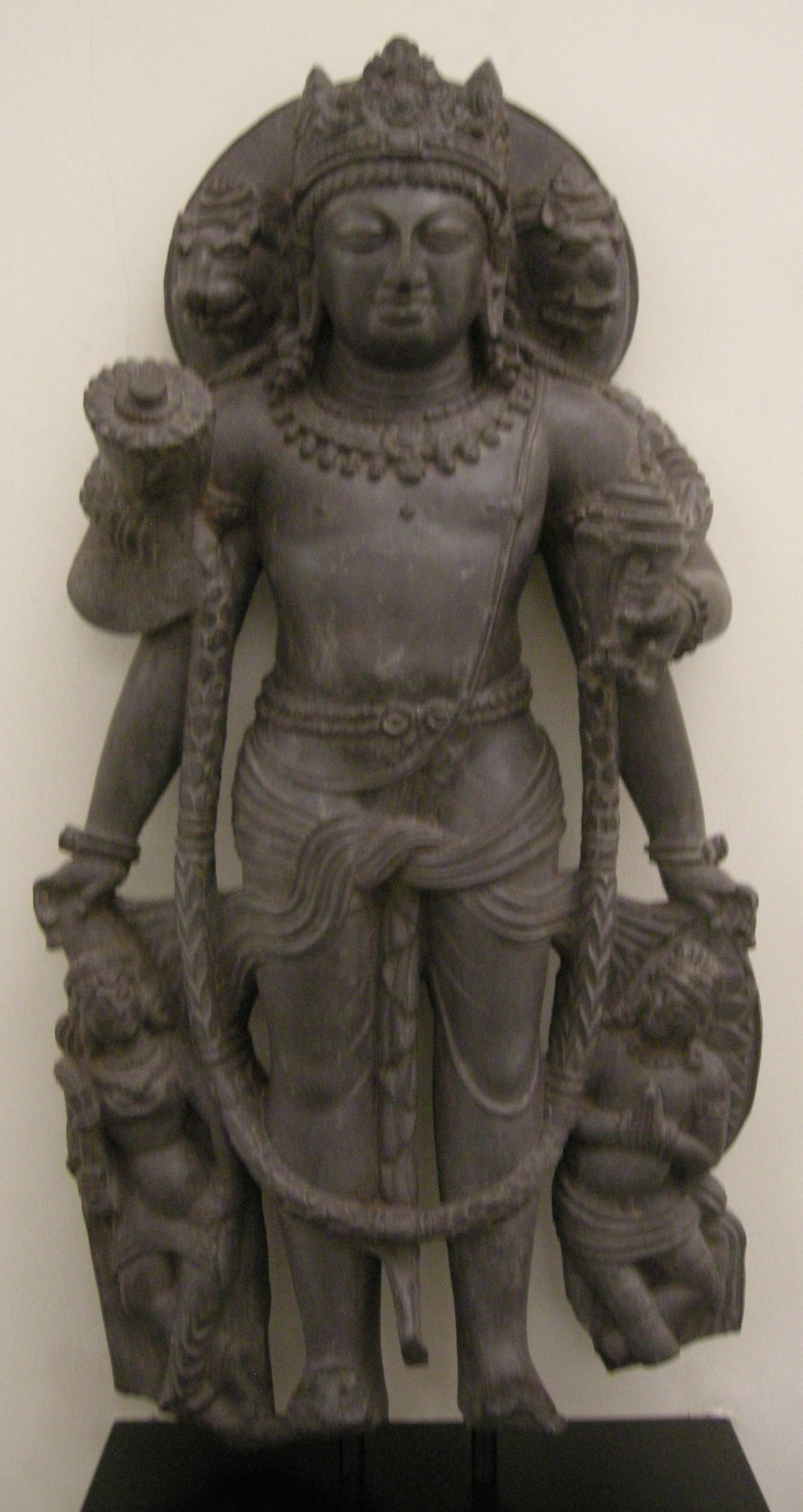
Вайкунтха Чатурмурти. Кашмир, VII век. Из коллекции Музея восточного искусства в Турине
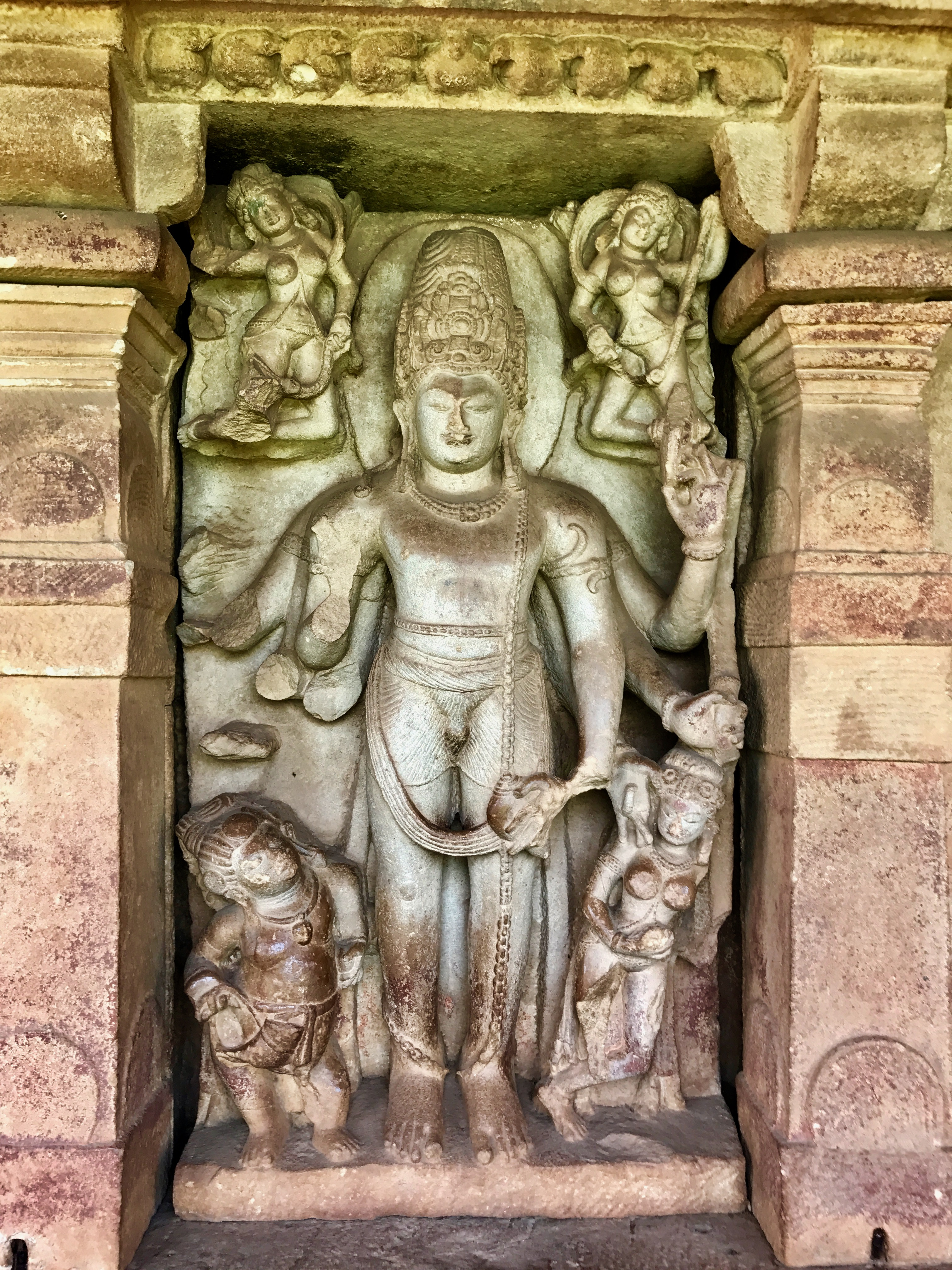
Барельеф в храме Дурги, VIII век. Индия, комплекс в Айхоле, штат Карнатака
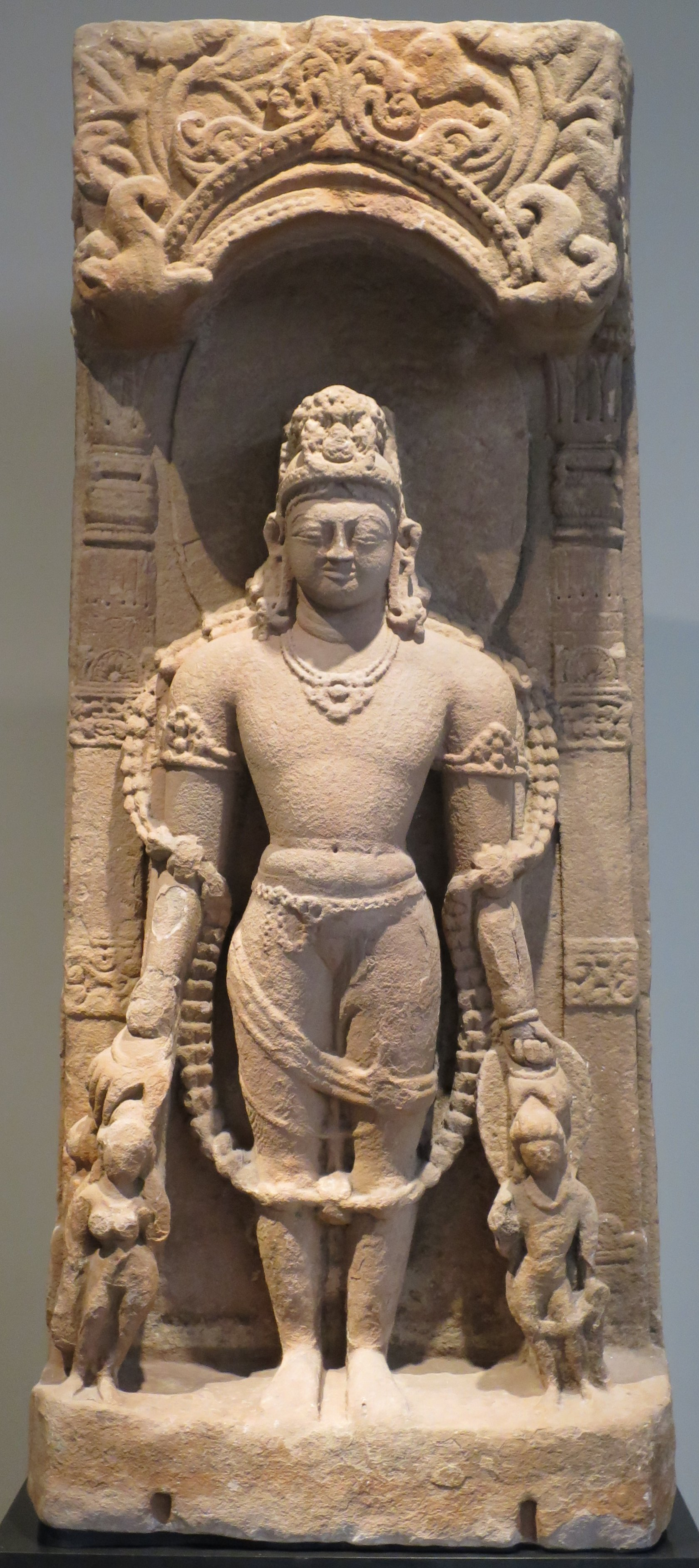
Песчаный камень, Мадхья-Прадеш, IX век. Из коллекции Музея Нортона Саймона (Калифорния)

## Символизм

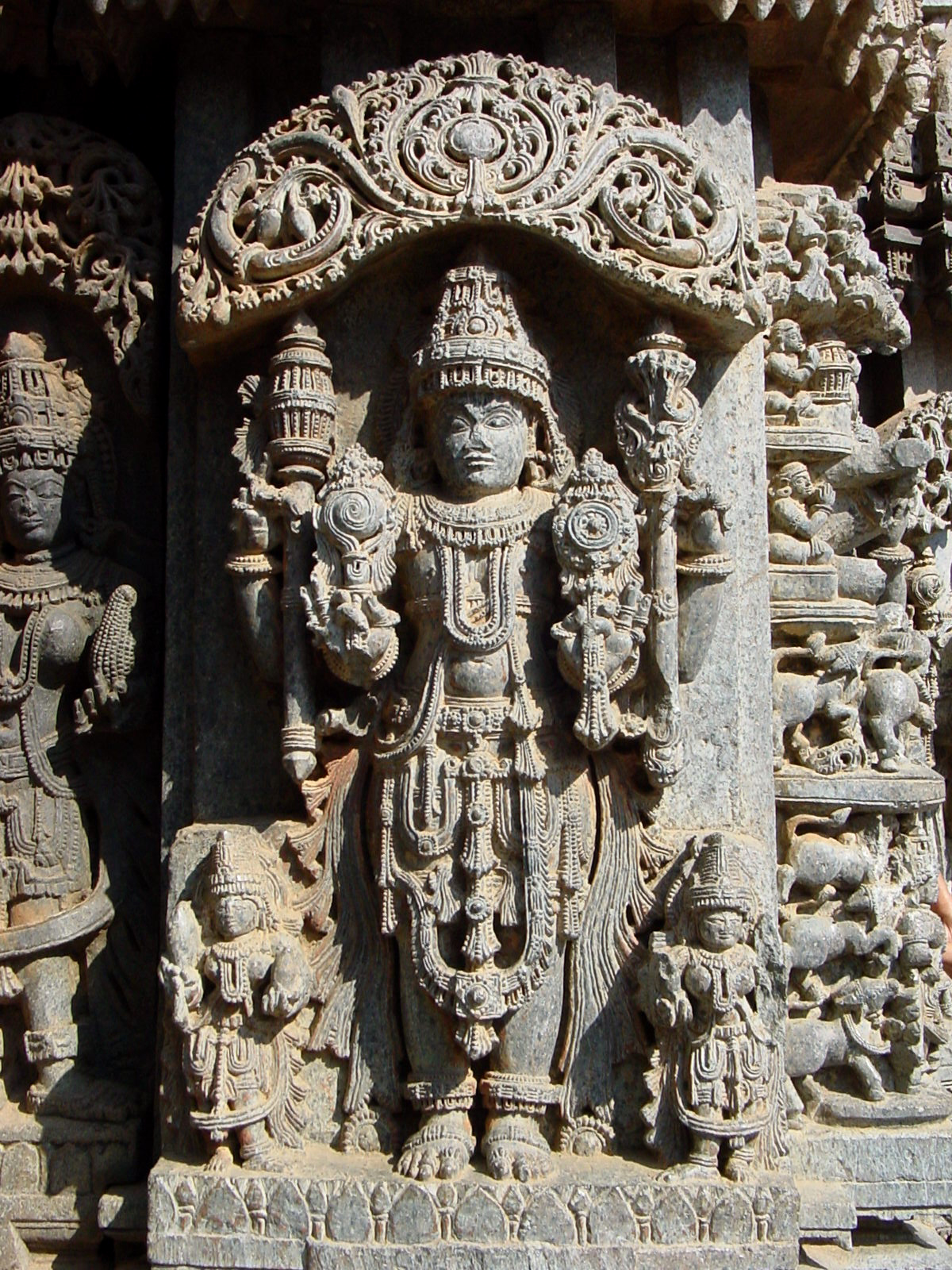
Статуя Вишну из храма Кешава (Соманатапура) с четырьмя атрибутами, включая булаву

В вайшнавизме Каумодаки символизирует несколько аспектов: интеллект, силу духовного знания и власть над временем. Наиболее распространённая интерпретация символизма Каумодаки — это оружие как символ власти или могущества.
Объясняя атрибуты в руках Вишну, Гопалатапани-упанишада, говорит о том, что каждый атрибут Вишну противостоит человеческому пороку. Каумодаки противостоит невежеству, следовательно, является «истинным знанием».
В комментариях Рамануджы к Веданта-сутрам булава борется с неразумностью, тем самым ассоциируясь с властью знания.
Вишну-дхармоттара-пурана представляет Каумодаки как супругу Лакшми, богиню процветания и богатства.
Кришна-упанишада сравнивает булаву с богиней Кали, разрушительницей подобно времени и обладающей властью над временем. Как непреодолимое время булава уничтожает всех противников: «время стало булавой Господа Кришны, убийцей всех врагов».
Ещё одна версия приписывает Каумодаки жизненную силу (прану), из которой возникают все «физические и духовные силы».
Каумодаки символизирует дисциплину, которая дополняется лотосом. В то время как лотос и шанкха являются водными символами, означающими жизнь и любовь, булава и чакра — символы разрушения и огня. Таким образом, в атрибутах Вишну проявляется его созидательные и разрушающие силы. В интерпретации популяризаторов индуизма атрибуты Вишну представляют собой сбалансированную систему вознаграждений и наказаний. «Кнутом» выступают булава и чакра, а лотос и шанкха — «пряником».
В буддизме булава символизирует разбивание вдребезги завесы неведения и эмоциональных омрачений, созданных кармой.